# 홍기섭 (1781년)
홍기섭(洪耆燮, 1781년 ~ 1866년)은 조선 후기의 문신이자 학자이다. 헌종비 효정왕후의 할아버지이며 익풍부원군 홍재룡의 아버지이다. 본관은 남양이다.
집이 너무 가난하여 그의 집 가마솥을 훔치러 왔던 도둑 유씨가 도리어 옆전 꾸러미를 놓고 가자, 홍기섭은 방을 붙여 돈을 찾아가라고 하여 되돌려 보냈다.